# Réserve biologique de Nascentes da Serra do Cachimbo
Le Réserve biologique de Nascentes da Serra do Cachimbo (portugais : Reserva Biológica Nascentes da Serra do Cachimbo) est une réserve biologique brésilienne visant à protéger les écosystèmes amazoniens. 
La réserve fut créée le 2005 et couvre une superficie de 342 192 hectares.